# HMS C27
HMS C27 – brytyjski okręt podwodny typu C. Zbudowany w latach 1908–1909 w Zakładach Vickers w Barrow-in-Furness. Okręt został wodowany 22 kwietnia 1909 roku i rozpoczął służbę w Royal Navy 14 sierpnia 1909 roku.
W 1914 roku C27 stacjonował w Leith przydzielony do Siódmej Flotylli Okrętów Podwodnych (7th Submarine Flotilla) pod dowództwem Claudea C. Dobsona. Po włączeniu się Wielkiej Brytanii do I wojny światowej, jednostka patrolowała akweny Morza Północnego (1915) oraz Morza Bałtyckiego (1915–1918). 20 lipca 1915 roku wraz z trawlerem Prince Louise C27 zatopił niemiecki okręt podwodny SM U-23 w obszarze morskim pomiędzy Orkadami, a Szetlandami. Po podpisaniu układu pokojowego pomiędzy Rosją a Cesarstwem Niemieckim, w czasie wojny domowej w Finlandii, siły niemieckie - Ostsee-Division wylądowały w Hanko i w błyskawicznym tempie dotarły do Helsinek. Aby nie oddać okrętu w ręce wroga, 5 kwietnia 1918 roku, załoga zatopiła C27 około 1,5 kilometra od latarni morskiej Grohara, u wejścia do portu w Helsinkach.
W sierpniu 1953 roku wrak okrętu został wydobyty i zezłomowany w Finlandii.